# هجوم مطار جيتومير
هجوم مطار جيتومير وقع في 27 فبراير 2022، في جيتومير، زيتومير أوبلاست، أوكرانيا، على بعد حوالي 150 كيلومترًا من العاصمة كييف، خلال الغزو الروسي لأوكرانيا عام 2022. أفادت الأنباء أن روسيا استخدمت أنظمة صواريخ إسكندر-إم، الموجودة في بيلاروس لضرب مطار جيتومير.